# Zaeeroides
Zaeeroides is een kevergeslacht uit de familie van de boktorren (Cerambycidae). De wetenschappelijke naam van het geslacht werd voor het eerst geldig gepubliceerd in 1938 door Breuning.

## Soorten
Zaeeroides omvat de volgende soorten:
- Zaeeroides florensis Breuning, 1959
- Zaeeroides luzonica Breuning, 1938